# Sabin Arana
Sabin Polikarpo Arana Goiri, koji je sebe nazivao kao Arana ta Goiri'taŕ Sabina, (26. siječnja 1865. – 25. studenog 1903.), bio je baskijski pisac i političar. Bio je osnivač Baskijske nacionalističke stranke (EAJ-PNV) i otac baskijskog nacionalizma.
Umro je u Sukarrieti u dobi od 38 nakon što je obolio od Addisonove bolesti tijekom vremena provedenog u zatvoru. Bio je optužen za izdaju zbog pokušaja slanja brzojava predsjedniku Theodoru Rooseveltu, u kojem je pohvalio SAD za pomaganje Kubi u stjecanju neovisnosti od Španjolske.

## Pozadina
Jedna od posljedica Drugog karlističkog rata bila je smjena Ancien Régime sustava baskijskih Fuerosa ograničenom autonomijom, zbog potpore u Navari i dijelu Baskije poraženoj karlističkoj strani. Baskija i Navara su integrirane u španjolski carinski sustav. Baskijski industrijalci su profitirali na španjolskom protekcionističkom tržištu sa željeznom rudom i Bessemerovim postupkom a Biskaja je postala "Željezna Kalifornija". Radnici iz cijele Španjolske bili su privučeni u ovo područje kao radnici za rastuću industriju.
Arana je rođen u obitelji sitnih plemića ("jauntxo") iz Abandoa, četvrti koja je danas uklopljena u grad Bilbao kao novo proširenje za rast industrijske ere. On je tvrdio da je imao kvazi-religijsku objavu na Uskrs 1882. godine, da je komunicirao s bratom Luisom Aranom. Od tada se posvetio nacionalističkim ciljevima u Biskaji, koji je kasnije proširio na čitavu Baskiju.

## Svjetonazor
Bio je rani branitelj korištenja baskijskog jezika u svim područjima društva, kako bi se izbjegla njegova sve veća marginalizacija suočavajući se s dominirajućim španjolskim. On sam je bio izvorni govornik španjolskog i baskijski je naučio tek u adolescenciji, ali je bio spreman na natjecati se za položaj profesora na baskijskom jeziku na Institutu Bilbao, gdje se natjecao protiv Miguela de Unamuna i pobjednika, Resurrección María de Azkue koji je postao najveći učenjak baskijskog jezika. On je uložio veliki napor za uspostavu kodificiranog pravopisa i gramatika baskijskog jezika, te je predložio nekoliko neologizama koji bi zamijenili riječi španjolskog podrijetla. Neke od tih inovacija, poput slova Ĺĺ i Ŕŕ, koji u konačnici nisu bili prihvaćeni u naporima za standardizacijom baskijskog jezika od 1970-ih godina koji su na kraju doveli do standardnog baskijskog jezika (Euskara Batua).
Njegov prvi objavljeni rad bio je  "Bizkaya por su independencia" (Biskaja za svoju neovisnost) zbirka povijesnih, pseudo mitskih priča i izmišljotina o nekdašnjima bitkama drevnih stanovnika Biskaje.
Godine 1894., on je osnovao prvi centar za novu nacionalističku stranku (Partido Nacionalista Vasco), drugu najstariju političku stranku u Španjolskoj, kako bi osigurao mjesto za okupljanje i prozelitizam.
Sabin Arana je, poput mnogih Europljana svoga vremena, vjerovao da je suština zemlje određena njenom krvlju ili etničkim sastavom. Sabin Arana, dolazeći iz karlističkog okružja, stvorio je ksenofobnu ideologiju usmjerenu na čistoću baskijske rase i njezine takozvane moralne nadmoći nad drugim Španjolcima (derivacija sustava limpieza de sangre u modernoj Španjolskoj), anti-liberalnim katoličkim integralizmom, i dubokom protivljenje doseljavanjiu Španjolaca ne-Baska u Južnu Baskiju. Bio je uznemiren doseljavanjem u Biskaju mnogih radnika iz zapadne i središnje Španjolske tijekom industrijske revolucije, u mali prostor s malo političke moći, vjerujući da će to dovesti do nestanka čiste "baskijske rase".
On je naglašavao razlike između Baska i ostalih stanovnika Španjolske. Za potonje je izmislio pogrdni naziv  "maketo" a ostatak Španjolske je zvao "Maketania".
Još jedan bitan dio njegove ideologije bila je predanost katoličanstvu.  On je smatrao da je to bitan dio baskijskog identiteta. Međutim, njegov baskijski nacionalizam ga je držao podalje od karlizma koji je bio dominantni ultra – katolički i konzervativni pokret u tom području i ideologija njegovog oca .
Unatoč njegovom vjerskom integrizmu i njegovim ekstremnim stavovima, mnogi Baski ga smatraju začetnikom pokreta za kulturno oživljavanje Baska i za slobodu svoga naroda. PNV, stranka na vlasti u Baskiji od kraja Frakoizma do 2009, koju je on osnovao udaljila se od njegovih najkontroverznijih ideja, ali ne i od njegovog lika .
Bio je plodan pisac, s više od 600 novinarskih članaka, od kojih je većina napisana u propagandne svrhe. Volio je šokirati i provocirati, kako bi dobili pozornost od društva koje je smatrao nesvjesnim svoje sudbine.  Sveukupno je bio zagovornik etničkog čišćenja koje bi se uklonili svi tragovi španjolske krvi kako bi se obnovila zamišljena čistoća baskijske rase .
Tri su ključna aspekta političkog djelovanja Sabina Arane:
- Bio je inovator, prvi koji je proglasio da su Baski zasebna rasa .
- On nije bio konvencionalni konzervativac, on se snažno protivio ropstvu ( zakonito u Kubi pod španjolskom vlasti do deset godina prije njezine neovisnosti ) te branio pravo južnoafričkim Zuluima na njihovu zemlju

- Bio je neumoran radnik, poduzimajući akcije u mnogim područjima, on je naučio baskijski jezik kao odrasla osoba, poduzeto je niz aktivnosti za promicanje baskijskog jezika i kulture, stvorio politički pokret, i izumio simbole (zastavu, himnu, naziv zemlje ) koji se koriste do danas od strane baskijskih nacionalista.

Njegov prvi objavljeni rad bio je "Bizkaya por Su Independencia" ("Biskaja za svoju neovisnost"), a sastojao se od mješavine povijesnih, pseudo-mitskih priča i izmišljotine o ranijim bitkama drevnih naroda Biskaje.
Tijekom svog boravka u zatvoru, on je predložio osnivanje   " Lige pro-španjolskih Baska", koja bi radila u korist baskijske autonomije u Španjolskoj. Tu je još uvijek bilo nejasno je li on iskreno promijenio svoje stavove ili je samo pokušavao poboljšati uvjete svog boravka u zatvoru. Njegova smrt ostavila je to pitanje bez odgovora, i ni njegov brat Luis niti stranka nisu ga u potpunosti slijedili u tom prijedlogu.

## Utjecaj na baskijsko društvo
Zamisli Sabina Arane se smamtraju začetkom baskijskog nacionalističkog pokreta. Danas, on se gleda kao kontroverzan lik, zbog njegove ksenofobije i etnocentrizma i njegovih ideja o baskijskoj čistoj rasi.
Baskijska nacionalistička stranka (Euzko Alderdi Jeltzale, Partido Nacionalista Vasco), nositelj intelektualnog vlasništva njegovih djela, odlučila je ne tiskati njegova djela od 1976. pa nadalje, držeći samo "umjerenije" dijelove njegovih poruka. S druge strane, neki Baski i dalje ga poštuju kao oca domovine, koji je uspio zaustaviti propadanje baskijskog jeziku i kulture. Mnogi baskijski gradovi imaju ulice nazvane po njemu.
Njegov posjed Abando sada je Sabin-Etxea ("Sabin-kuća"), sjedište EAJ-PNV.
Baskijski književnik Jon Juaristi je spomenuo da je možda najznačajniji dio njegove baštine neologistički popis baskijskih inačica imena u njegovoj knjizi "Deun-Ixendegi Euzkotarra" ("Kolekcija baskijskih svetačkih imena" objavljen 1910. godine). Umjesto tradicionalnih adaptacija romanskih imena, on je predložio druge koje je sastavio i koji su po njegovom mišljenju bili vjerniji izvorniku i prilagođeni baskijskoj fonologiji. Na primjer, njegov brat Luis je postao Koldobika, od franačkog Hlodwig. Tradicionalno Peru, Pello ili Piarres ("Petar") postalo je Kepa  (od aramejskog כיפא Kefa). On vjerovao da je sufiks -[n]e bio nasljedno ženski, a nova imena poput Nekane (" bol" + NE, "Dolores") ili Garbine ("čisto " + NE, "Bezgrešno Začeće " ) su česta danas među baskijskim ženama. Arana je izveo naziv za Baske na baskijskom jeziku s obzirom na to da on do tada nije postojao. Naziv Euskaldun (množina Euskaldunak) sastavljen je od euskal (baskijski (jezik)) + dun (onaj koji jest); euskaldun bi doslovno bilo govornik baskijskog. Kako se ne služe svi Baski tim jezikom izmišljen je naziv euskotar (množina: euskotarrak) koji je također izveden od naziva jezika (euskara) ali označava osobe koje su Baski u kulturološkom smislu neovisno o njihovom znanju jezika. Izraz Euskaldun zaharra (Stari Bask) Arana je osmislio za osobu kojoj je baskijski prvi jezik a Euskaldun berria (novi Bask) za one koji su ga naknadno naučili (u koje je spadao i on sam).

## Vanjske poveznice
- http://www.sabinoarana.org/  Arhivirana inačica izvorne stranice od 14. lipnja 2006. (Wayback Machine)